# Toulon Saint-Cyr Var HB
Toulon Saint-Cyr Var Handball är en fransk damhandbollsklubb från Toulon i Frankrike som bildades 2005. Klubben spelar sina hemmamatcher i Palais des Sports de Toulon.
2010 vann laget högstaligan, LNH Division 1, för första gången i dess korta historia. 2011 vann laget Franska cupen.

## Meriter
- Franska mästare: 2010
- Franska cup-mästare: 2011

## Kända spelare
- Siraba Dembélé
- Kristina Flognman
- Therese Islas Helgesson